# Wyspa Saryczewa
Wyspa Saryczewa – wyspa na Morzu Czukockim, u wejścia do Zatoki Szyszmariowa. Na wyspie leży miasteczko Shishmaref.